# Kristendom i Iran
Kristendommen er en minoritetsreligion i Iran; det er kun en lille brøkdel på 0,2% af den iranske befolkning som er kristne.
Ifølge Open Doors International er Iran det land i verden, hvor kristne bliver forfulgt tredjemest.

## Fodnoter
1. ↑  Operation World – Detailed Information
2. ↑  "Open Doors International : WWL: Focus on the Top Ten". Arkiveret fra originalen 12. december 2007. Hentet 17. februar 2008.

| Religion | Spire Denne religionsartikel er en spire som bør udbygges. Du er velkommen til at hjælpe Wikipedia ved at udvide den. |